# 紀元前735年
紀元前735年（きげんぜん735ねん）は、西暦（ローマ暦）による年。紀元前1世紀の共和政ローマ末期以降の古代ローマにおいては、ローマ建国紀元19年として知られていた。紀年法として西暦（キリスト紀元）がヨーロッパで広く普及した中世時代初期以降、この年は紀元前735年と表記されるのが一般的となった。

## 他の紀年法
- 干支 : 丙午
- 中国
  - 周 - 平王36年
  - 魯 - 恵公34年
  - 斉 - 荘公贖60年
  - 晋 - 孝侯5年
  - 秦 - 文公31年
  - 楚 - 武王6年
  - 宋 - 宣公13年
  - 衛 - 荘公揚23年
  - 陳 - 桓公10年
  - 蔡 - 宣侯15年
  - 曹 - 桓公22年
  - 鄭 - 荘公9年
  - 燕 - 鄭侯30年
- 朝鮮
  - 檀紀1599年
- ユダヤ暦 : 3026年 - 3027年

## 死去
- 衛の荘公揚